# Nevena Kokanova
Nevena Kokanova (en búlgaro: Невена Коканова; 12 de diciembre de 1938 † 3 de junio de 2000) fue una actriz búlgara Conocida como La primera dama del cine búlgaro, interpretó más de cincuenta papeles, entre los que destacó como protagonista en El ladrón de melocotones y Galileo.

## Biografía
Nevena Bogdanova Kokanova nació en Dupnitsa, Bulgaria, hija de una aristocráta austríaca y un preso político del campo de concentración de la isla Belene. Comenzó su carrera en el cine a los 18 años como actriz aprendiz del Teatro Yambol de esta localidad de Bulgaria.
Su papel más recordado fue el de Elisaveta en El ladrón de melocotones (1964), película de Vulo Radev. En 1975 fue miembro del jurado en el IX Festival Internacional de Cine de Moscú. En 1980 protagonizó y codirigió Tres pecados capitales, con Lyubomir Sharlandzhiev.
Kokanova falleció el 3 de junio de 2000 en Sofía, Bulgaria, a causa de un cáncer que sufría desde hacía dos años.